# 计算机非专业组别能力认证
计算机非专业组别能力认证 是由中国计算机学会举办的计算机软件非专业级能力认证。非专业级别较之专业级别更为简单，分两个级别进行，分别为CSP-J（入门级，Junior）和CSP-S（提高级，Senior），均涉及算法和编程。任何人都可以报名参加。CSP-J/S分两轮举行，第一轮类似于NOIP（全國青少年信息學奧林匹克聯賽）的初赛，第二轮类似于NOIP的复赛

## 背景
由于某些原因，2019年NOIP被暂停。随后，CCF举办非专业级软件能力认证

## 认证形式
CSP-J和CSP-S均分别举办两轮：CSP-J1，CSP-S1及CSP-J2、CSP-S2，认证方式均为现场认证，非网络认证。参加CSP-J/S第二轮，必须先参加第一轮，达到一定的分数者方可参加第二轮